# Elsie Inglis

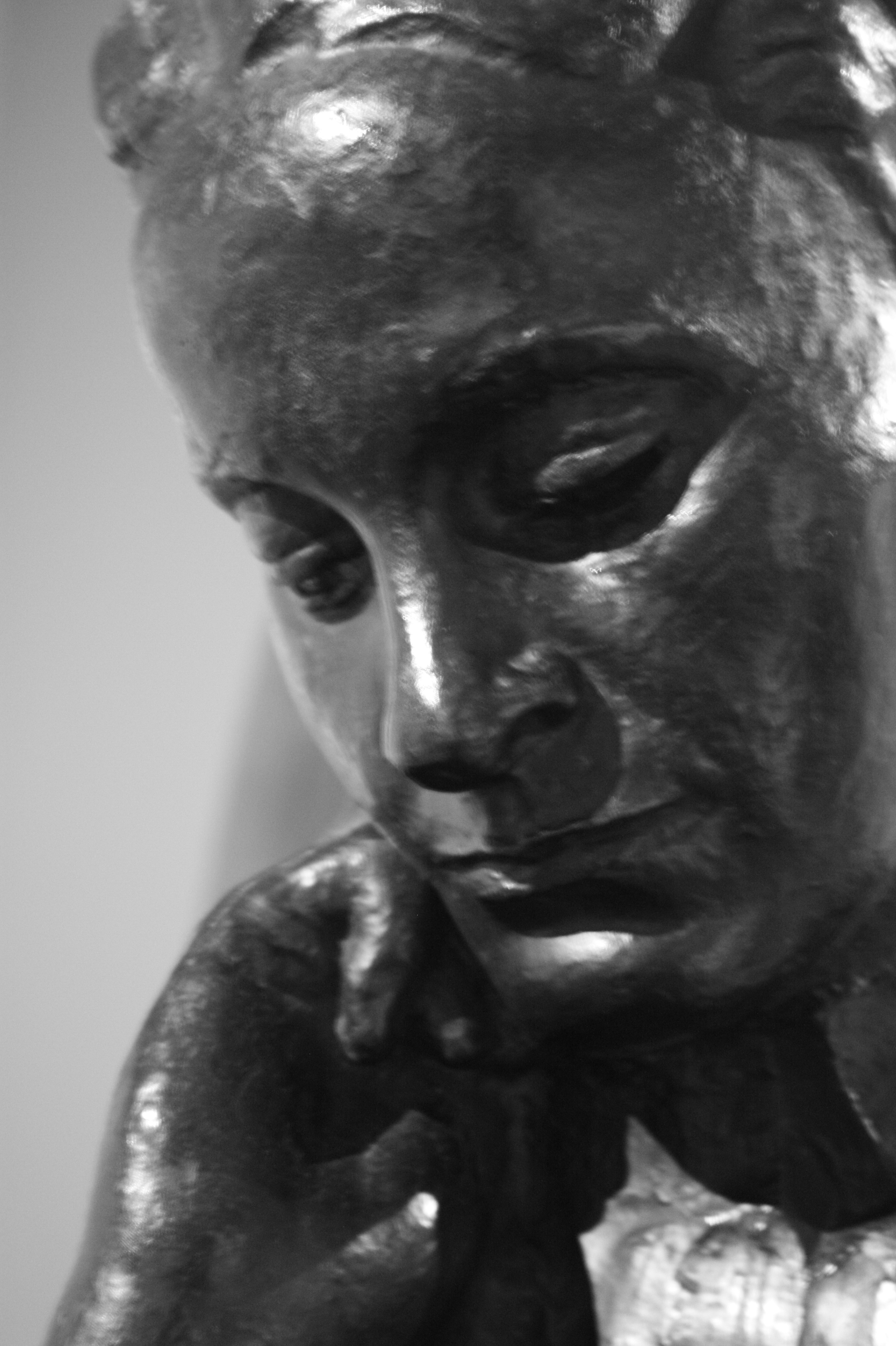
Busto in bronzo di Elsie Inglis di Ivan Meštrović 1918, SNPG

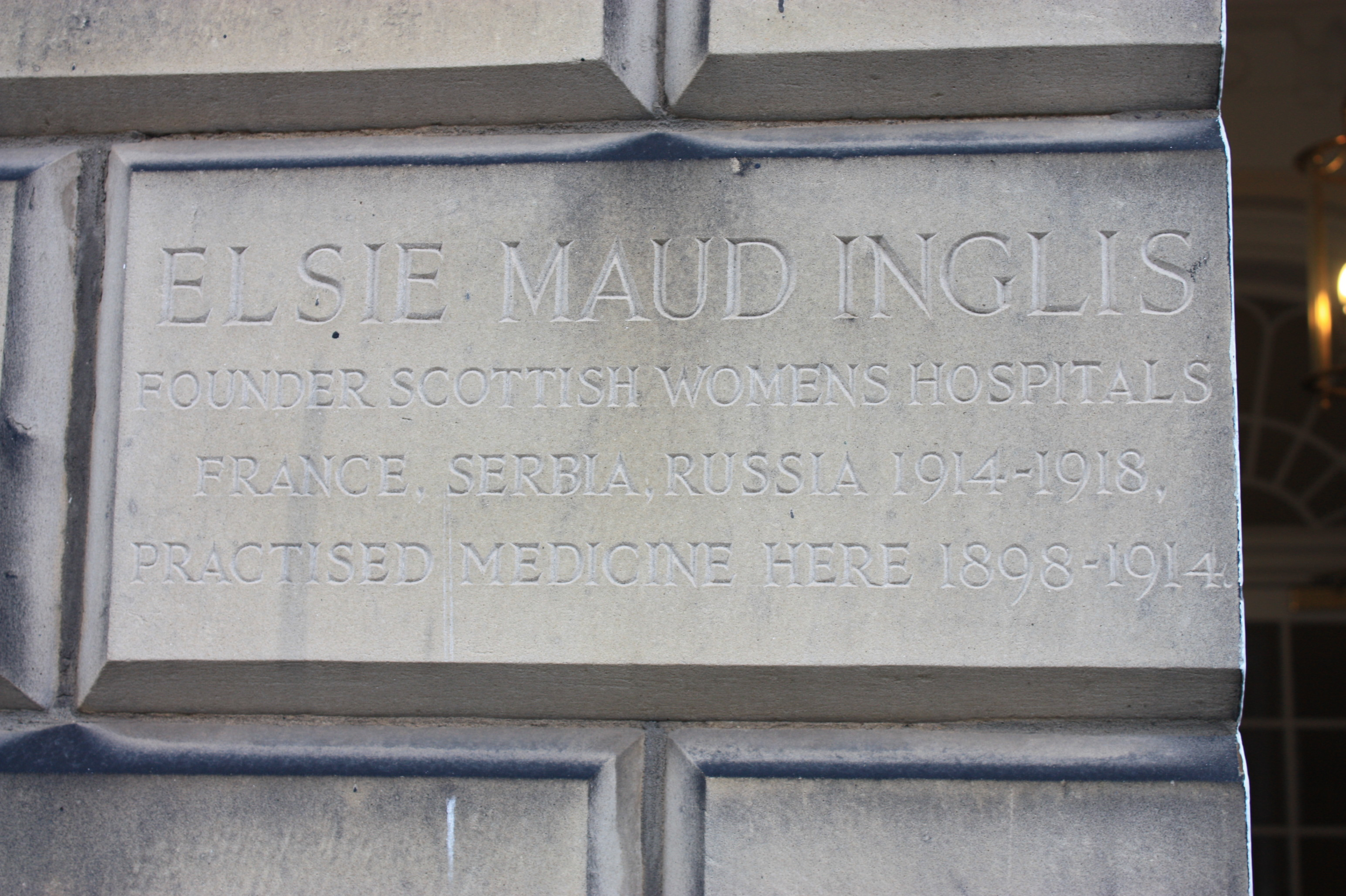
Targa che indica l'ambulatorio di Elsie Inglis, Walker Street, Edimburgo

(Sir. Winston Churchill, Attestato pubblico di stima)
Elsie Inglis, nata Eliza Maud Inglis (Elsie), soprannominata La donna con la torcia, (Nainital (India), 16 agosto 1864 – Newcastle upon Tyne, 26 novembre 1917), è stata un medico, chirurgo e docente scozzese; era una suffragetta e fondatrice degli Scottish Women's Hospitals for Foreign Services. È stata la prima donna a detenere l'Ordine serbo dell'Aquila Bianca.

## Primi anni e formazione

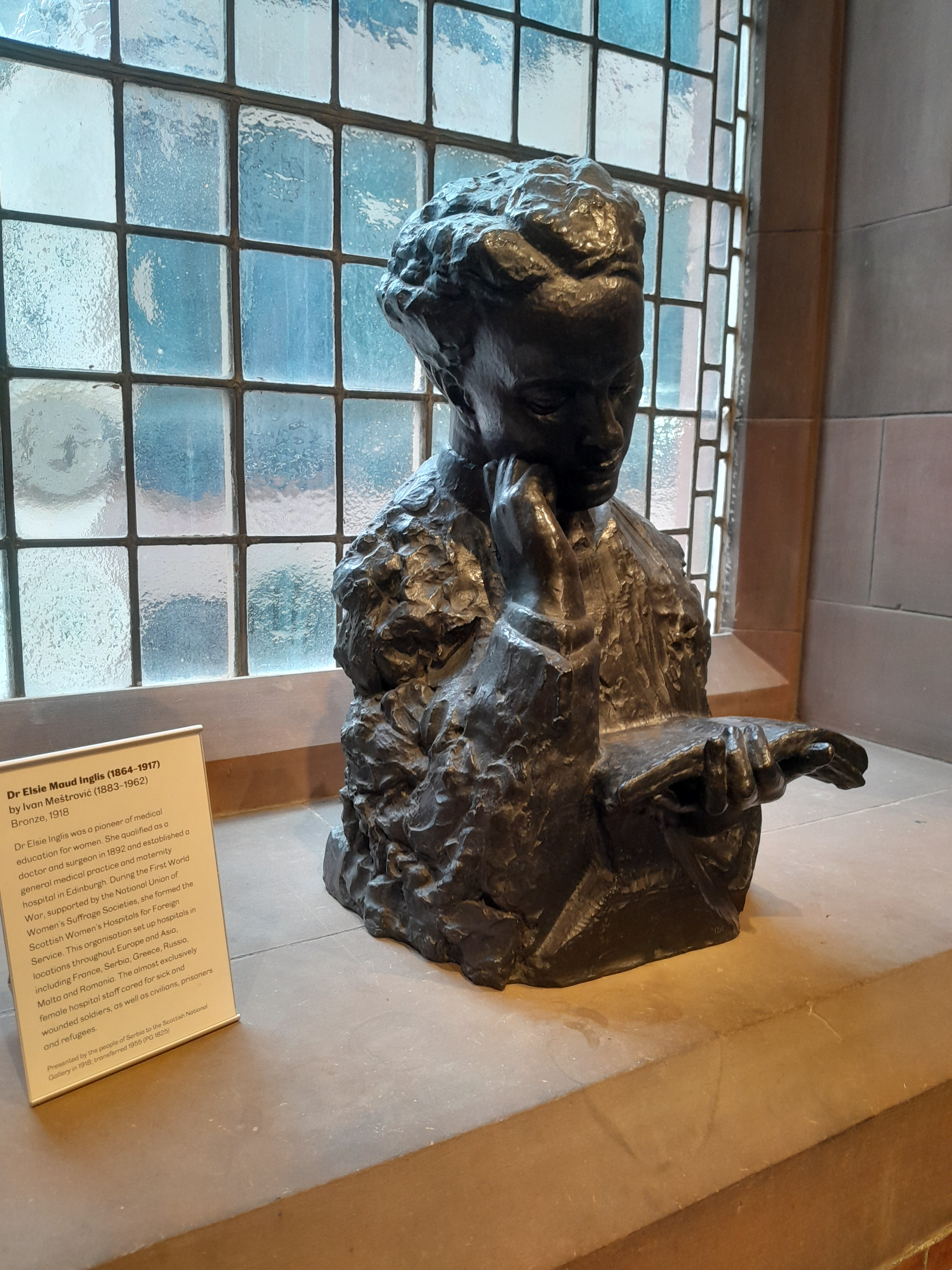

Elsie Inglis nacque il 16 agosto 1864, nella città collinare di Naini Tal, in India. Inglis aveva otto fratelli ed era la seconda figlia e la terza più giovane. I suoi genitori erano Harriet Lowes Thompson e John Forbes David Inglis (1820–1894), un magistrato che lavorava nel servizio civile indiano come commissario capo di Oudh attraverso la Compagnia delle Indie Orientali, così come suo nonno materno. I genitori di Inglis consideravano l'educazione di una figlia importante quanto quella di un figlio,  e li avevano anche istruiti in India. Elsie e sua sorella Eva avevano 40 bambole che lei curava per le 'macchie' (morbillo) su cui aveva dipinto.
Il padre di Inglis era religioso e usò la sua posizione in India per 'incoraggiare lo sviluppo economico dei nativi, si espresse contro l'infanticidio e promosse l'educazione femminile'. Il nonno materno di Inglis era il Rev Henry Simson di Chapel of Garioch in Aberdeenshire. Era cugina del ginecologo Sir Henry Simson e della collega pioniera della medicina Grace Cadell.
Il padre di Inglis si ritirò (all'età di 56 anni) dalla Compagnia delle Indie Orientali per tornare a Edimburgo, passando per la Tasmania, dove si stabilirono alcuni dei suoi fratelli maggiori. La Inglis proseguì gli studi privatamente a Edimburgo, dove aveva guidato con successo la richiesta delle studentesse di utilizzare i giardini privati di Charlotte Square e si diplomò a Parigi. La decisione di Inglis di studiare medicina fu ritardata dall'assistenza alla madre, durante la sua ultima malattia (scarlattina) e la sua morte nel 1885, quando si sentì obbligata a rimanere a Edimburgo con il padre.
Nel 1887, la School of Medicine per donne di Edimburgo fu aperta dalla dott.ssa Sophia Jex-Blake e lei iniziò i suoi studi lì. Come reazione ai metodi della Jex-Blake, e dopo che due compagni studenti Grace e Georgina Cadell furono espulsi, la Inglis e suo padre fondarono l'Edinburgh College of Medicine for Women, sotto l'egida dell'Associazione Scozzese per l'Educazione Medica delle Donne, i cui sponsor includevano Sir William Muir, un amico di suo padre dai tempi dell'India, ora preside dell'Università di Edimburgo. Gli sponsor di Elsie organizzarono anche una formazione clinica per le studentesse sotto Sir William Macewen alla https://www.nhsggc.scot/hospitals-services/our-hospitals/glasgow-royal-infirmary/.
Nel 1892, ottenne la Tripla Qualificazione, diventando una Licenziata del Royal College of Physicians of Edimburgo, del Royal College of Surgeons of Edinburgh e della Facoltà di medici e chirurghi di Glasgow. Era preoccupata per il basso standard di cura e la mancanza di specializzazione nelle esigenze delle pazienti di sesso femminile, e così ha ottenuto un incarico presso il nuovo ospedale pionieristico di Elizabeth Garrett Anderson per le donne a Londra, e poi presso il Rotunda Hospital a Dubino, un importante ospedale per la maternità. Inglis ottenne la sua qualifica MBChM nel 1899, dall'Università di Edimburgo, dopo aver aperto i suoi corsi medici alle donne. Il suo ritorno a Edimburgo per iniziare questo corso aveva coinciso con la cura di suo padre nella sua ultima malattia prima di morire il 4 marzo 1894, all'età di 73 anni. Inglis all'epoca notò che "non credeva che la morte fosse il luogo di sosta, ma quello dove si potrebbe continuare a crescere e imparare per tutta l'eternità".

Inglis in seguito riconobbe che: 

## Carriera

### Pratica medica
Elsie tornò a Edimburgo nel 1894, completò la sua laurea in medicina e divenne docente in ginecologia presso il Medical College for Women e poi organizzò una pratica medica con Jessie MacLaren MacGregor, che aveva studiato con lei. Considerando che le donne e la medicina per bambini avevano risorse, aprirono un ospedale di maternità, chiamato The Hospice, per donne povere insieme a una risorsa di formazione ostetrica, inizialmente a George Square. All'Hospice furono quindi forniti un pronto soccorso e un servizio generale, nonché maternità, una sala operatoria e otto letti, in nuovi locali al n. 219 di High Street, sul Royal Mile, vicino a Cockburn Street e fu il precursore della Elsie Inglis Memorial Maternity Hospital. Nel 1913 viaggiò negli Stati Uniti (Michigan) per visitare e imparare da un nuovo tipo di ospedale di maternità.
Rinunciò spesso alle parcelle a lei dovute e pagava affinché i suoi pazienti si riprendessero grazie alla zona costiera, con la poliomielite che era una particolare malattia infantile di cui era preoccupata. Era consulente presso il Bruntsfield Hospital, un ospedale vicino per donne e bambini e l'ospizio si fuse con loro nel 1910.
Le capacità chirurgiche della Inglis erano riconosciute dai colleghi "come era tranquilla, calma e raccolta, e mai disorientata, abile nelle sue manipolazioni e in grado di far fronte a qualsiasi emergenza".
Elsie visse e fu in relazione per un po' di tempo con Flora Murray, una collega medico e suffragetta.

### Movimento per il suffragio
La sua insoddisfazione per gli standard delle cure mediche a disposizione delle donne la portò all'attivismo politico attraverso il movimento per il suffragio. Era la segretaria della Edinburgh National Society for Women's Suffrage nel 1890, sostenuta da suo padre e mentre stava lavorando per la sua laurea in medicina.
Inglis lavorò a stretto contatto con Millicent Fawcett, leader delle National Union of Women's Suffrage Societies (NUWSS), parlando a eventi in tutto il paese. Nel 1906, 'Elsie Inglis era per i gruppi scozzesi ciò che la signora Fawcett era per gli inglesi; quando anche loro si costituirono quell'anno in una Federazione, fu Elsie a diventarne la segretaria. Sin dai primi anni della Federazione scozzese delle società di suffragio femminile, la Inglis fu segretaria onoraria dal 1906 e continuò in questo ruolo fino al 1914.
Inglis ha parlato a sostegno del suffragio nel 1907 con Chrystal MacMillan e Alice Low come colleghi relatori, in una riunione NUWSS al Café Oak Hall di Edimburgo. Anche Jessie Scott dalla Nuova Zelanda, dove le donne avevano già il diritto di voto, è stata una relatrice ospite.
Un secolo dopo, in The Lancet, Lucy Inglis (una parente) notò che Inglis aveva detto che 'il destino l'aveva posta all'avanguardia di un grande movimento' ed era una 'combattente appassionata'. Lo stile personale della Inglis è stato descritto dalla collega suffragetta Sarah Mair come 'cortese, dalla voce dolce' con 'gli occhi di una veggente', un 'sorriso radioso' quando le sue labbra non erano 'fermamente chiuse con una fissità di intenti tale da mettere in guardia opposizioni o eccezioni ingiustificate...'

### Prima guerra mondiale

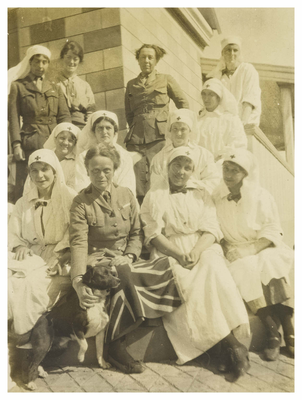
'Il capo' (Elsie Inglis) e alcune delle sue sorelle SWH – 1916

Sebbene avesse già compiuto 50 anni all'inizio del conflitto, fu durante la prima guerra mondiale che lasciò il segno. Nonostante la resistenza del governo, Inglis ha istituito lo Scottish Women's Hospitals for Foreign Service Committee, un'organizzazione finanziata dal movimento per il suffragio femminile per fornire a tutti gli ospedali di soccorso con personale femminile per lo sforzo bellico alleato, inclusi medici e personale tecnico (retribuito) ed altri, inclusi infermieri e personale per i trasporti e altri come volontari.
Inglis voleva un nome neutro per attirare 'un ampio sostegno da parte di uomini e donne', ma riuscì ad utilizzare i suoi legami con il movimento per il suffragio per raccogliere fondi per quelli che sono diventati gli Scottish Women's Hospitals (SWH). Si rivolse alla Croce Rossa scozzese per aiutarla con i finanziamenti, ma il capo della Croce Rossa scozzese, Sir George Beatson, rifiutò la richiesta, affermando che la Croce Rossa era nelle mani dell'Ufficio della Guerra e che non poteva avere 'nulla da dire a un ospedale con personale femminile.” Per avviare il progetto, “aprì un fondo con 100 sterline con denaro suo.” Milicent Fawcett, della NUWSS, prese a cuore la causa e invitò Inglis a parlare della SWH a Londra, e il mese successivo, Inglis ebbe le sue prime 1.000 sterline. L'obiettivo era di £ 50.000. Le scatole di raccolta avevano il logo NUWSS in caratteri piccoli, una è conservata al National Museum of Scotland.
L'organizzazione fu attiva nell'inviare alla fine 14 squadre in Belgio, Francia, Serbia e Russia.
Quando la Inglis si accostò al Royal Army Medical Corps per offrire loro un'unità medica pronta per donne qualificate, l'Ufficio della Guerra le disse: "Mia brava signora, vada a casa e si sieda tranquilla". Fu, invece, il governo francese che accettò la sua offerta e lei istituì un'unità in Francia che poi guidò in Serbia. La Inglis fu impegnata in tutti gli aspetti dell'organizzazione di questo servizio fino ai colori dell'uniforme "un grigio scuro, con i risvolti del Gordon Tartan". L'ospedale francese aveva sede nell'Abbazia di Royaumont e fu gestito da Frances Ivens dal gennaio 1915 al marzo 1919. Inizialmente la Inglis aveva offerto un ospedale da 100 letti, ma esso cresceva per contenere 600 letti mentre si occupava della gravità delle battaglie, incluso quella della Somme.
La Inglis andò con le squadre inviate in Serbia, per lavorare per migliorare l'igiene, che ridusse il tifo e altre epidemie. Durante il suo viaggio doveva godersi un'ultima giornata tranquilla di sole e luce stellare sul viaggio. L'epidemia di tifo in Serbia influenzò l'ospedale e alla fine si prese la vita di quattro membri del personale SWH, tra cui l'infermiera Louisa Jordan, dalla quale nel 2020 prese il nome l'ospedale pandemico del coronavirus a Glasgow. Furono insediate quattro unità SWH in Serbia, ma nel 1915 la Inglis fu catturata, quando le forze austro-ungariche e tedesche presero possesso della regione, mentre era rimasta indietro con gli altri per rimpatriare i feriti. Fu fatta prigioniera quando era all'Ospedale di Krushevatz (Kruševac) in Serbia. Lei ed altri furono rimpatriati attraverso la Svizzera neutrale nel febbraio del 1916, ma dopo aver raggiunto la Scozia, iniziò subito a organizzare fondi per una squadra dell'ospedale femminile scozzese in Russia. Si diresse alla squadra scozzese quando partì nell'agosto del 1916 per Odessa, in Russia. Aveva nominato due compagne suffragette scozzesi, Mary H. J. Henderson come amministratore ed Evelina Haverfield come comandante per la nuova unità. Le due unità SWH furono sopraffatte nel caos di un ritiro, con la Inglis che viaggiava via Dobrugia a Brăila, sul Danubio con la gente in volo, tra cui famiglie, medici, soldati e un ufficiale rumeno che era stato a Glasgow e conosceva i "Custims britannici" (sic). I viaggi delle donne scozzesi e le esperienze stimolanti in Serbia furono condivise dal suo amministratore, la Henderson nella stampa nazionale e locale e in colloqui di raccolta fondi una volta tornati a casa. Si disse che la Inglis, nel caos, pensava alla sua patria "lì, tranquilla, forte e invincibile, dietro tutto e tutti".
A Brăila, con solo altri sei medici, un solo chirurgo, Elsie Inglis e il suo gruppo stavano curando 11.000 soldati e marinai feriti. Una lettera in omaggio a lei, a nome di 'The Russian Citizen Soldiers', fu scritta a Pasqua per "esprimere la nostra sincera gratitudine per tutte le cure e le attenzioni che ci sono state concesse, e ci inchiniamo davanti all'instancabile e meraviglioso lavoro suo personale e del suo personale, che vediamo ogni giorno orientato al bene dei soldati alleati della vostra Patria". La Inglis ebbe la notizia che suo nipote era stato colpito alla testa e accecato il giorno in cui stava partendo per Reni (Ucraina). Mise in dubbio l'eterna battaglia del bene e del male a cui si fa riferimento in tempo di guerra, quando scrisse a sua sorella esprimendo il suo dolore per suo nipote, terminando con "siamo solo qui dentro, e qualunque cosa perdiamo, è per il diritto di stare in piedi...è tutto terribile e orrendo, e non credo che possiamo districare tutto nelle nostre menti proprio ora. L'unica cosa è continuare a fare la nostra parte."
La Inglis, "una piccola figura indomabile" durò un'altra estate in Russia, prima che anche lei fosse costretta a tornare in cattive condizioni di salute nel Regno Unito, morendo quasi all'arrivo, affetta da cancro all'intestino. Durante il suo ultimo viaggio, è stata vista sul ponte salutare ciascuno degli ufficiali serbi evacuati "con tranquilla dignità".

## Morte ed eredità

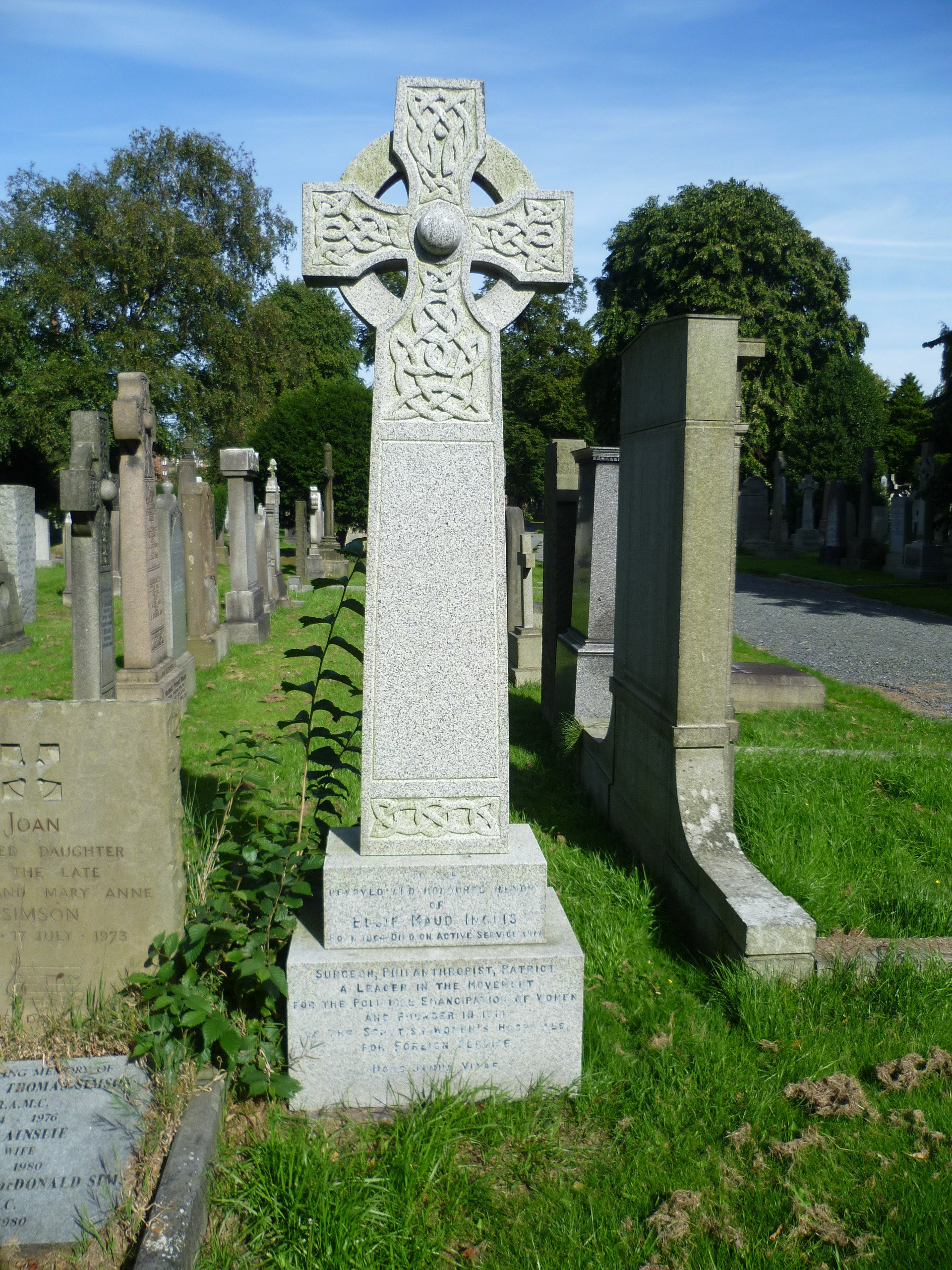
Tomba della dottoressa Elsie Inglis

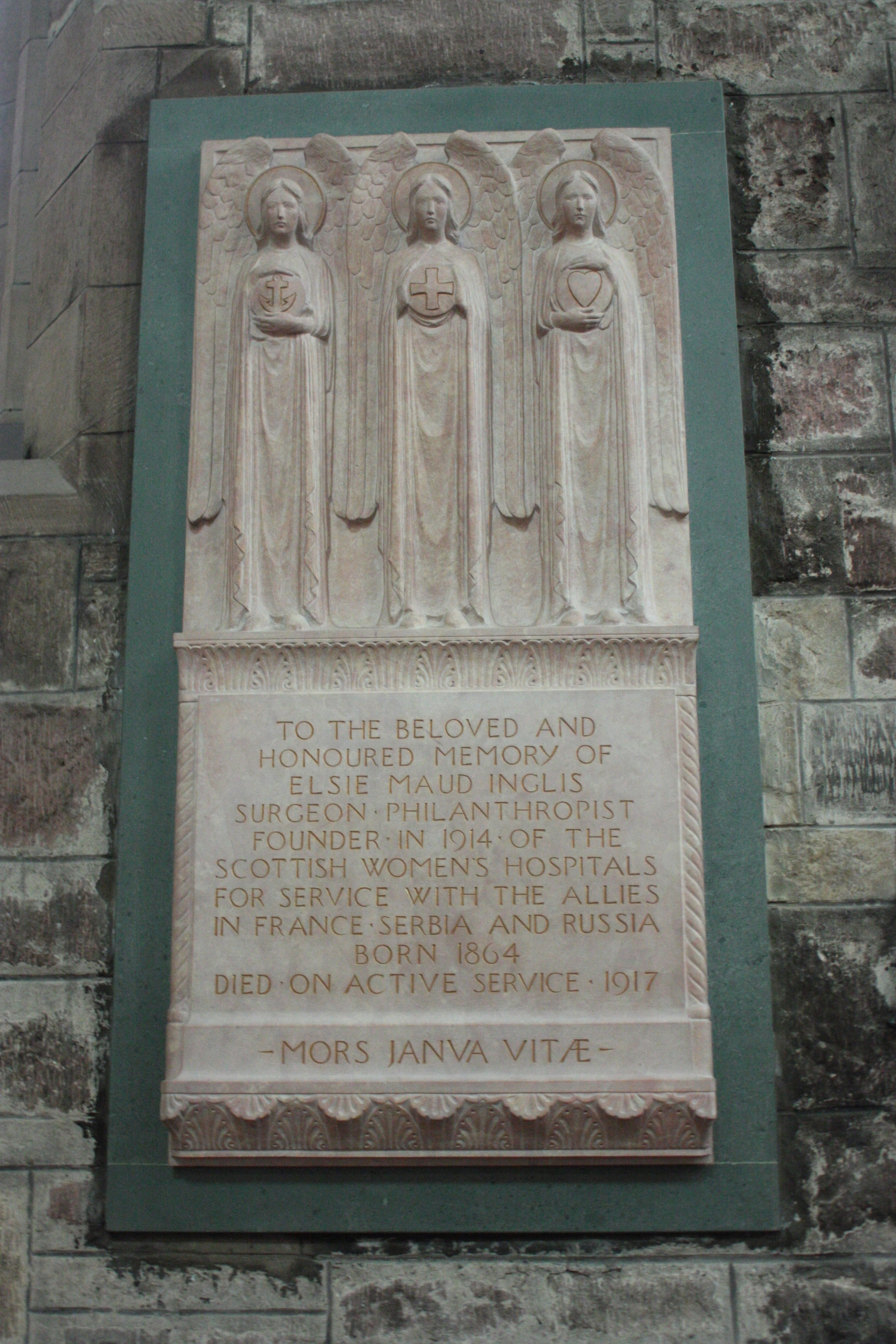
Elsie Inglis Memorial nella navata nord della Cattedrale di Sant'Egidio, Edimburgo

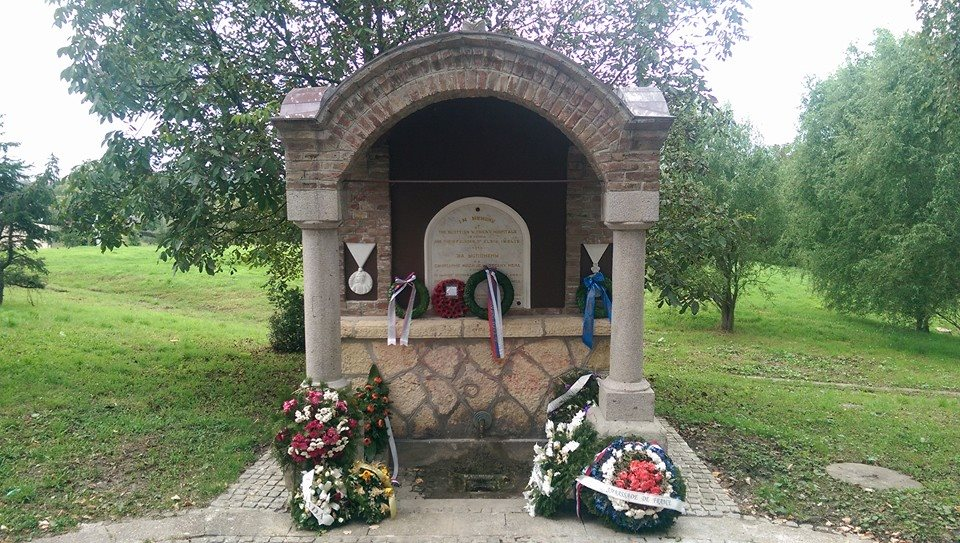
Elsie Inglis Memorial, Mladenovac Serbia

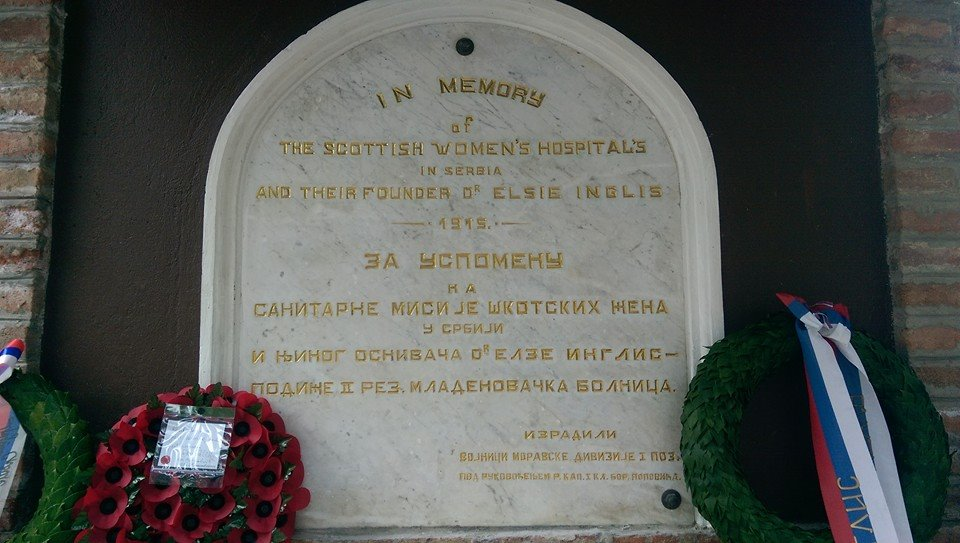
Elsie Inglis Memorial, Mladenovac Serbia

La Inglis morì il 26 novembre 1917, il giorno dopo che era tornata in Gran Bretagna, con le sue sorelle al suo capezzale allo Station Hotel, Newcastle upon Tyne.
Il corpo della Inglis giaceva nella Cattedrale di Sant'Egidio a Edimburgo e al suo funerale il 29 novembre parteciparono sia la regalità britannica che la casa reale serba. Il servizio includeva il "Coro Hallelujah" e il Last Post interpretato dai trombettieri dei Royal Scots. Le strade erano fiancheggiate da persone mentre la sua bara attraversava Edimburgo per essere sepolta nel Cimitero Dean. Il quotidiano The Scotsman scrisse che si trattava di "un'occasione di un impressionante tributo pubblico". Winston Churchill disse che lei e le sue infermiere "brilleranno nella storia".
A Londra, un successivo servizio commemorativo, frequentato dai membri delle famiglie reali della Gran Bretagna e della Serbia, si tenne nella Chiesa di Santa Margherita a Westminster, la chiesa parrocchiale anglicana della Camera dei Comuni del Regno Unito.
La Inglis è sepolta nella sezione nord del Cimitero di Dean, in un angolo a nord del percorso centrale. I suoi genitori, John Forbes David Inglis (1820-1894) e Harriet Lowes Thompson (1827-1885), così come suo cugino, Sir Henry Simson, si trovano nelle vicinanze nello stesso cimitero.
Una fontana commemorativa fu eretta in memoria della Inglis a Mladenovac, in Serbia, commemorando il suo lavoro per il paese. Una targa che segna il suo intervento chirurgico prebellico dal 1898 al 1914 fu eretta a 8 Walker Street, Edimburgo. Un suo ritratto è incluso nel murale delle donne eroiche di Walter P. Starmer presentato nel 1921 nella chiesa di San Giuda-sul-Hill nel sobborgo di Hampstead Garden, Londra. Nel 1922 fu eretta una grande lapide alla sua memoria (scolpita da Pilkington Jackson) nella navata nord della Cattedrale di Sant'Egidio, a Edimburgo.
Il suo memoriale fisico più impolrtante fu la costruzione dell'Elsie Inglis Memorial Maternity Hospital nel 1925, che rimase operativo fino al 1988. Molti bambini di Edimburgo nacquero lì nel corso del XX secolo. Fu chiuso dal National Health Service nel 1988 e venduto. In parte è ora la casa di riposo per vecchi, in parte è un alloggio privato e alcune parti vennero demolite: non è più riconoscibile come ospedale. Alla sua chiusura ci furono proteste pubbliche che pretendevano che anche una nuova unità di maternità avrebbe dovuto prendere il nome dalla Inglis, cosa non è ancora accaduta (2020). Una piccola targa per Elsie Inglis esiste vicino all'angolo sud-ovest all'ingresso di Holyrood Park.
Un programma di sviluppo della carriera infermieristica a NHS Lothian è chiamato "the Elsies'".
La Inglis è stata commemorato in una nuova serie di banconote emesse dalla Clydesdale Bank nel 2009. La sua immagine è apparsa sul nuovo numero di £ 50 banconote. Nel marzo 2015 la residenza britannica a Belgrado è stata ribattezzata "Elsie Inglis House'" in riconoscimento del suo lavoro nel paese. La cerimonia è stata diretta dal presidente della Serbia Tomislav Nikolic e dall'ambasciatore del Regno Unito Denis Keefe, che hanno dichiarato:
E nel 2020 si noti che anche il primo ospedale per cure palliative della Serbia prenderà il nome da Elsie Inglis.
Nel novembre 2017 una targa commemorativa per Elsie Inglis e 15 donne che sono morte a causa del loro servizio presso gli Scottish Women's Hospitals è stata posta nella Biblioteca centrale di Edimburgo.
Il nome e l'immagine della Inglis, e quelli di altri 58 sostenitori del suffragio femminile, sono sul basamento della Statua di Millicent Fawcett a Parliament Square, Londra, presentato nel 2018.
Anche la placca del Roll of Honor di York a York Minster comprende il nome della Inglis.
La sorella minore della Inglis, Eva Helen Shaw McLaren, scrisse la sua biografia Elsie Inglis, la donna con la torcia nel 1920, e nel 2009 fu pubblicata un'edizione illustrata colorata, un riferimento è a Florence Nightingale nota come "The Lady of the Lamp". Il Progetto Gutenberg ha pubblicato l'ex libro.
Nei documenti di Eva è stato trovato un romanzo manoscritto inedito di Inglis, "La storia di una donna moderna", la cui eroina, Hildeguard Forrest, può essere vista come autobiografica in parte, e in un incidente in barca dice "in un improvviso lampo ... .. [lei] si rese improvvisamente conto che non era una codarda'.
La Inglis è stata descritta come una delle donne scozzesi "più grandi di sempre", un grande modello di ruolo e qualcuno di cui i giovani scozzesi possono essere orgogliosi". Un giornalista ha chiesto senza successo ai ministri scozzesi di ribatezzare il Royal Hospital for Children and Young People di Edimburgo in onore di Elsie Inglis.

Sir Winston Churchill ha scritto del SWH "Nessun corpo di donne ha ottenuto una reputazione più alta nella Grande Guerra..... il loro lavoro, illuminato dalla fama della Dottoressa Inglis, brillerà nella storia".

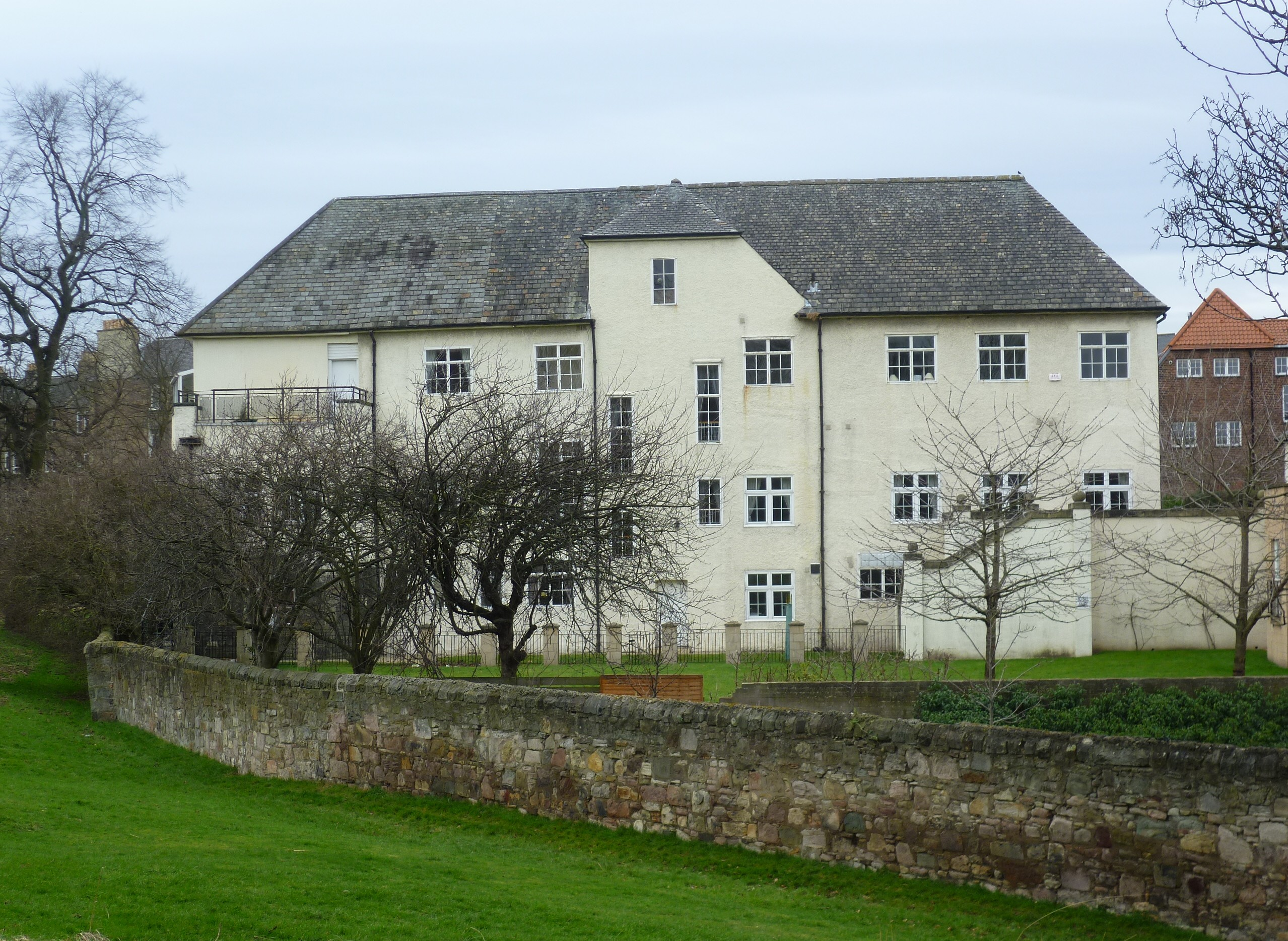
L'ex ospedale di maternità commemorativo di Elsie Inglis

### La Statua
Il Lord Provost di Edimburgo lanciò un piano per creare un memoriale permanente alla Inglis in città nel novembre 2021. Ci sono più di 43 statue di uomini nel centro di Edimburgo, ma solo due statue di donne, e sul Royal Mile stesso, il sito per la statua di Elsie, ci sono dodici statue di uomini ed Elsie sarà la prima statua di una donna. Ci fu una campagna per raccogliere finanziamenti per £47.500 per la statua commemorativa, tour virtuali, tramite un codice QR sulla statua, e altri modi per commemorare "una figura veramente riverita e preziosa nella storia di Edimburgo".
Nell'ambito di questa campagna, il 5 marzo 2022, a Meadows a Edimburgo, si è tenuto un evento organizzato da Girlguiding Scotland. Questo evento è stato uno 'sit still' sponsorizzato, con molte attività da seduti, come la creazione di distintivi, il pronto soccorso e la costruzione di un riparo con bastoncnii. A questo evento ci fu anche un tour in autobus creato su misura per Elsie Inglis, fornito dall Edinburgh Bus Tours, che ha visitato le aree collegate a Elsie Inglis intorno a Edimburgo. Questo evento aveva lo scopo di raccogliere fondi per la statua commemorativa di Elsie, sensibilizzare e ispirare le persone di Girlguiding Scotland a fare qualsiasi cosa si sentissero testa di fare. Il Girlguiding Scotland ha anche creato un Elsie Inglis Challenge Pack. Girlguiding Scotland ha anche creato un badge di accompagnamento per quando i membri completano alcune attività del Challenge Pack.
Entro maggio 2022, questa campagna di crowdfunding di Thea Laurie e Fiona Garwood aveva raccolto 50.000 sterline coinvolgendo politici, organizzazioni e personaggi pubblici come l'autrice Sara Sheridan, l'allenatrice di tennis Judy Murray, la scienziata Linda Bauld e l'MSP Jenni Minto, nonché il Lord Prevosto. Dissero: “Il dottor Inglis è il rappresentante perfetto delle donne a Edimburgo. I suoi successi nella filantropia e i suoi sforzi durante la prima guerra mondiale sono semplicemente eccezionali. Era una donna a cui non sarebbe stato detto di stare ferma e di saper stare al suo posto.' Sarà costruito sul sito del suo primo ospedale al 219 di High Street, Edimburgo. Fu indetto un concorso per il progetto della statua, ma il 17 ottobre 2022 gli amministratori dell'ente di beneficenza annunciarono di aver deciso di annullare il concorso e di assegnare l'incarico ad Alexander Stoddart, lo Scultore Reale Ordinario. L'annuncio fu accolto con critiche e gli amministratori 'misero in pausa' il processo per riflettere sul feedback e riconsiderare le loro opzioni.

## Premi e riconoscimenti
Nell'aprile 1916, Inglis divenne la prima donna a ricevere l'Ordine dell'Aquila Bianca (Prima classe) dal principe ereditario Alessandro I di Serbia durante una cerimonia a Londra. In precedenza era stata insignita dell'Ordine di San Sava (III classe). Il suo nome appare sugli schermi che commemorano le 1.513 donne che persero la vita durante la prima guerra mondiale come parte della finestra delle Five Sisters alla Cattedrale di York.

## Galleria d'immagini

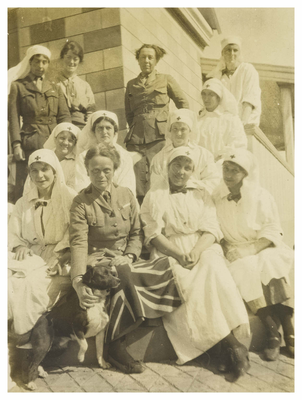
Il Capo (Elsie Inglis) e alcune delle sue sorelle - 1916
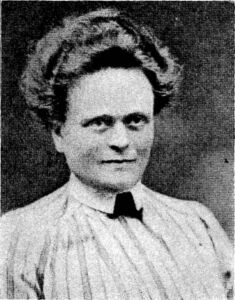
Ritratto di Elsie Inglis
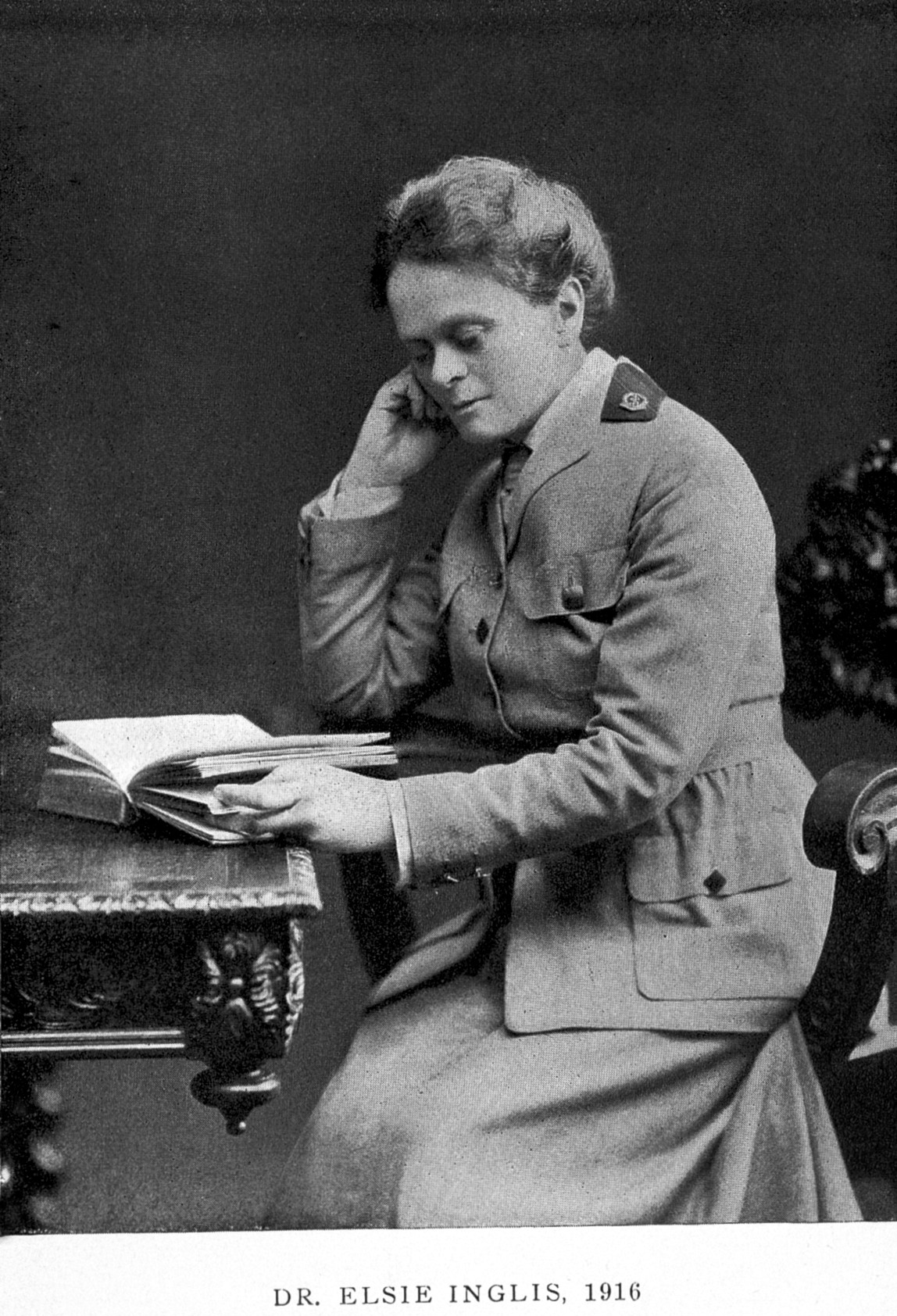
La dottoressa Elsie Maud Inglis, in uniforme, seduta alla scrivania, mentre legge
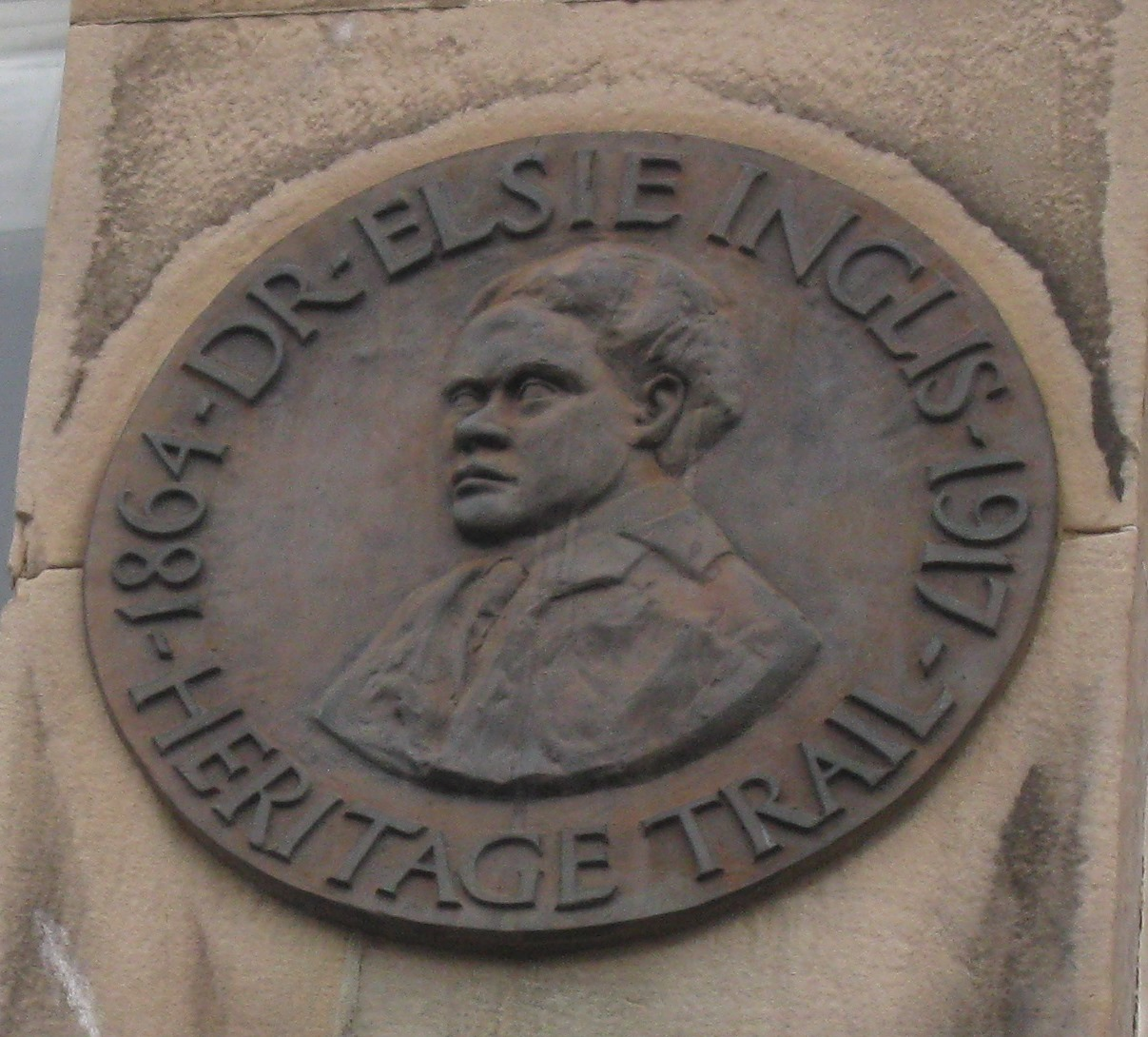
Elsie Inglis
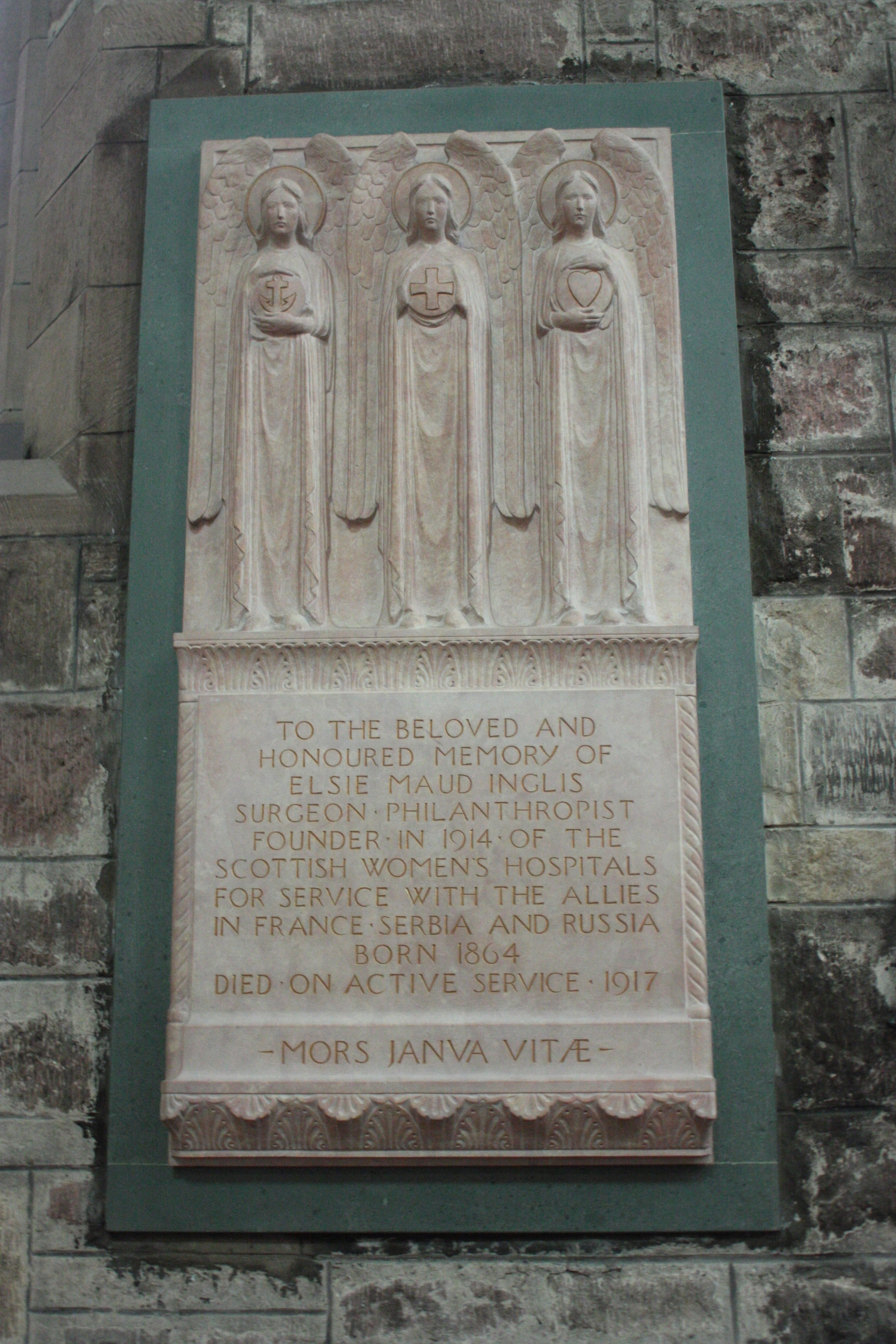
Memoriale di Elsie Inglis nella navata nord della Cattedrale di Sant'Egidio, Edimburgo
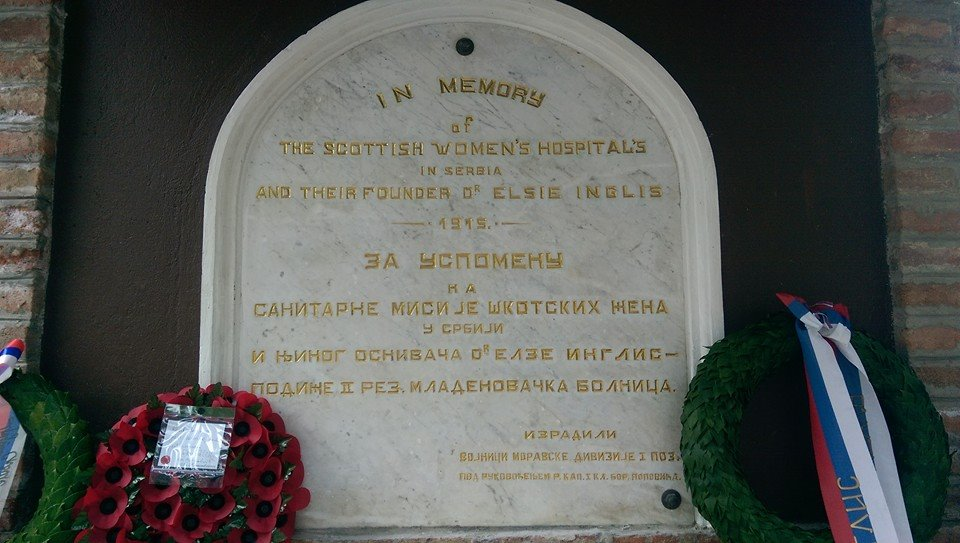
Memoriale di Elsie Inglis, a Mladenovac Serbia
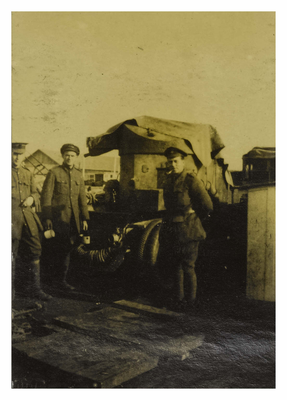
Auto blindate su chiatta
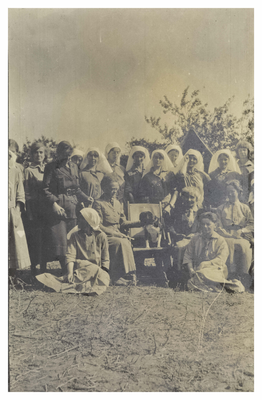
Dr. Inglis e alcuni di noi - 1916
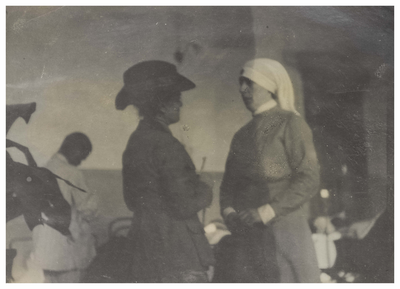
La Dottoressa Inglis e Matie - 1916
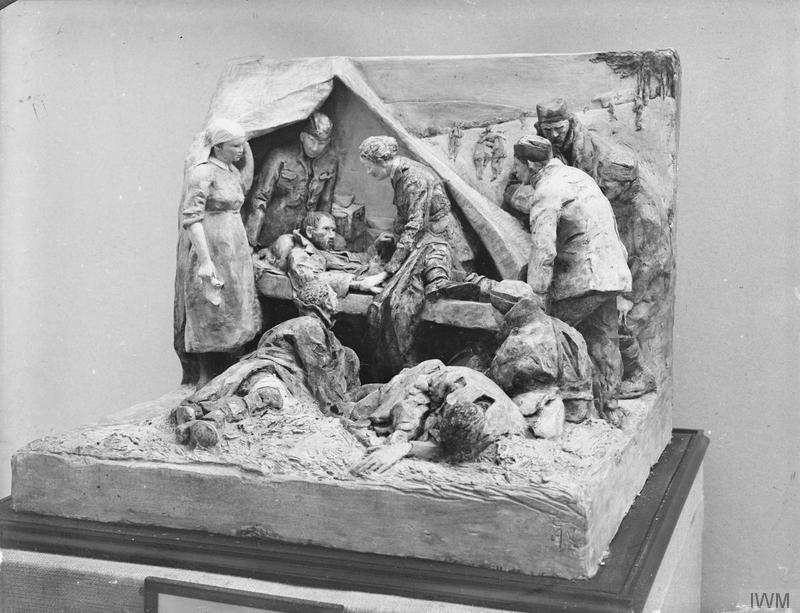
Modellino di Elsie Inglis che si prende cura dei feriti serbi, allo Scottish Women's Hospital
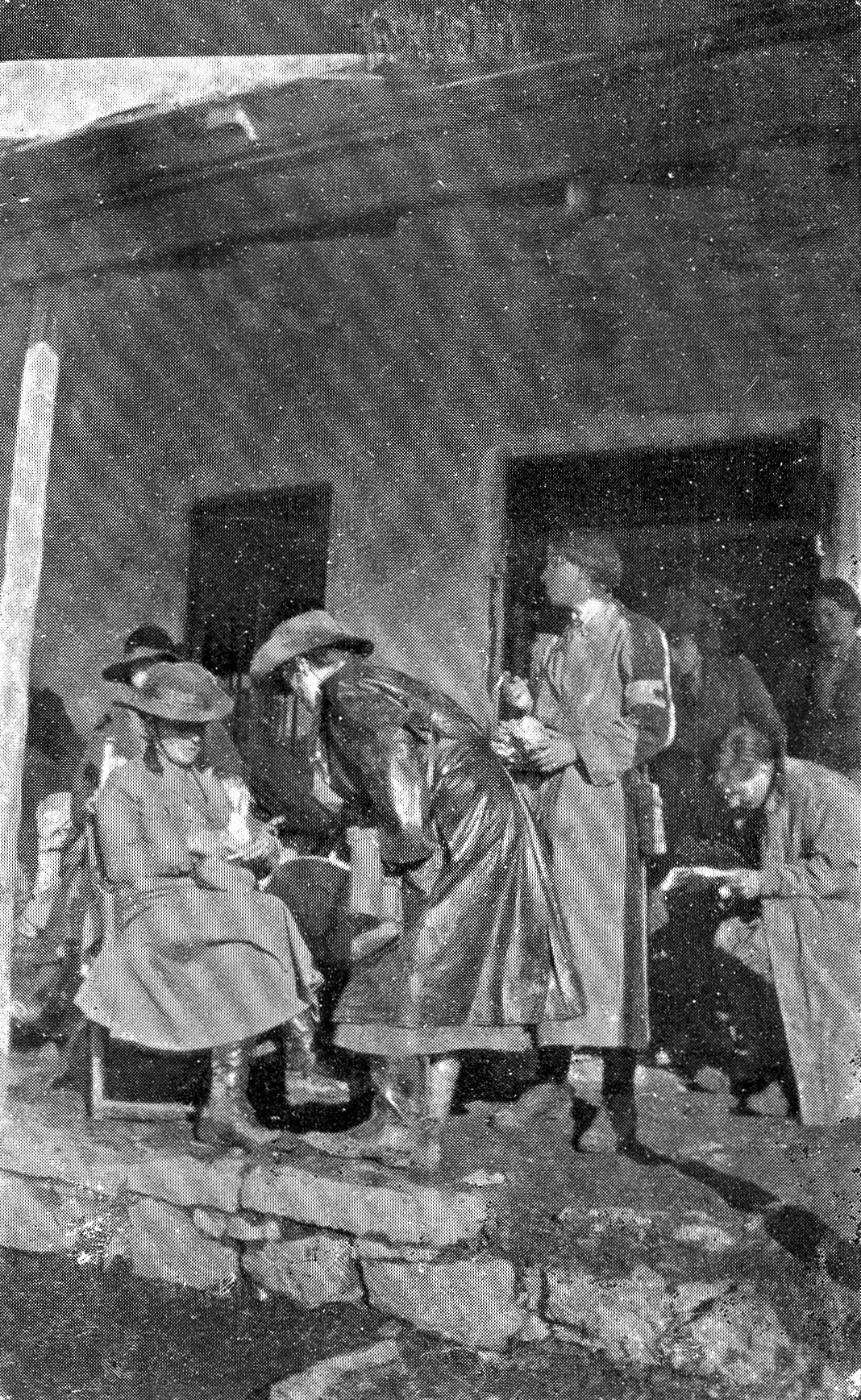
La dottoressa Elsie Maud Inglis a Saragea
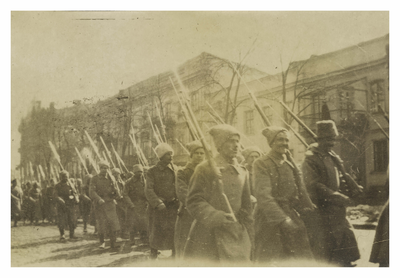
Soldati rivoluzionari.
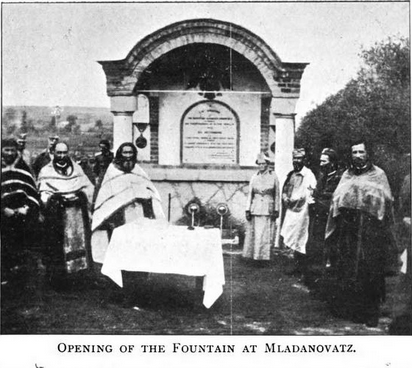
Scottish Women's Hospital. A Mladanovatz, nel 1915, i serbi hanno eretto una fontana con l'iscrizione: In memoria degli ospedali femminili scozzesi e della loro fondatrice, la dottoressa Elsie Inglis
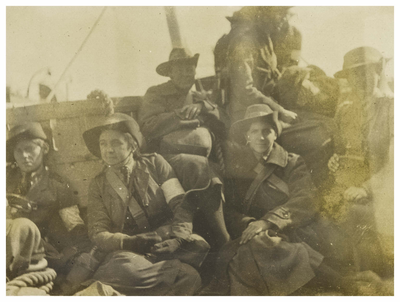
A bordo di The George - 1916
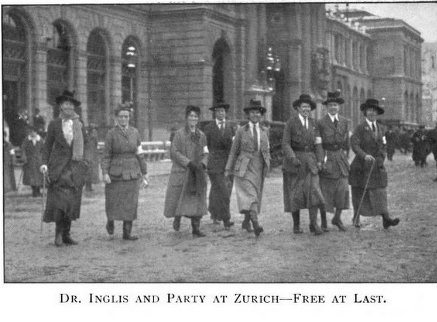
Scottish Women's Hospital: Dr. Inglis a una festa a Zurigo. Finalmente libera. (1916)